# Jüdische Gemeinde Bahn

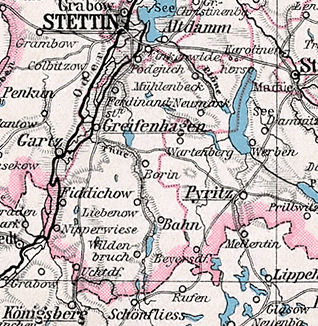
Bahn südlich von Stettin und nordöstlich von Königsberg Nm. auf einer Landkarte von 1905

Die Jüdische Gemeinde Bahn war eine Jüdische Gemeinde, die von der ersten Hälfte des 18. Jahrhunderts bis in die Zeit des Ersten Weltkriegs in der Stadt Bahn in der preußischen Provinz Pommern bestand.

## Geschichte
Bereits im späten Mittelalter wurden Juden in Bahn genannt. Erst im 17. Jahrhundert siedelten sich einige jüdische Familien dauerhaft im Ort an.
Während des Ersten Weltkrieges war die auf wenige Familien dezimierte Jüdische Gemeinde, die inzwischen Filialgemeinde der Jüdischen Gemeinde zu Greifenberg geworden war, in Auflösung begriffen.
Mitte der 1930er Jahre gab es im Ort nur noch sechs jüdische Geschäfte.
Das Gedenkbuch des Bundesarchivs verzeichnet vier in Bahn wohnhafte Bürger, die dem Völkermord des nationalsozialistischen Regimes zum Opfer fielen.
Die Stadt Bahn kam nach dem Zweiten Weltkrieg, wie ganz Hinterpommern, an Polen. Sie erhielt den polnischen Ortsnamen Banie. 

## Gemeindeentwicklung
| Jahr    | Gemeindemitglieder |
| ------- | ------------------ |
| 1705    | 2 Familien         |
| 1728    | 4 Familien         |
| 1791    | 33 Personen        |
| 1812    | 19 Familien        |
| um 1850 | 94 Personen        |
| 1862    | 96 Personen        |
| 1871    | 103 Personen       |
| um 1900 | ca. 40 Personen    |
| 1931    | ca. 15 Personen    |
| 1938    | 7 Personen         |

## Synagoge

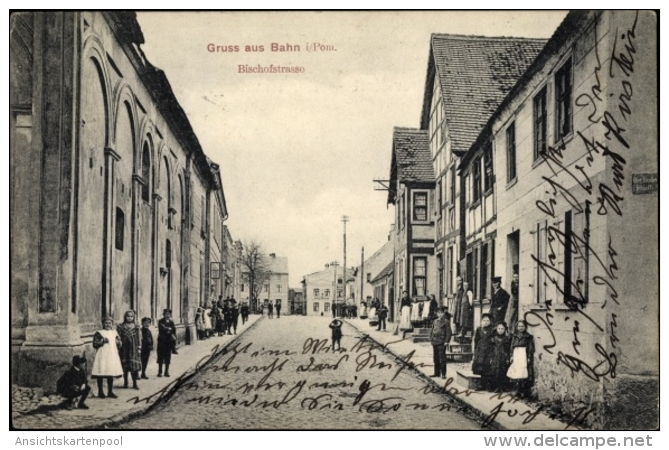
Ansichtskarte mit der Synagoge in Bahn (linke Straßenseite)

Die Synagoge in der Bischofstraße stammt aus der zweiten Hälfte des 19. Jahrhunderts. Das Synagogengebäude wurde 1935 an Privatleute veräußert.

## Friedhof
Der Friedhof der Jüdischen Gemeinde wurde im 18. Jahrhundert nördlich des Ortes angelegt. Der älteste Grabstein stammt aus dem Jahr 1741. Der Friedhof wurde in der Zeit des Nationalsozialismus verwüstet.